# Estelle Bernadotte
Estelle Romaine Bernadotte, född Manville den 26 september 1904 i Pleasantville i New York, död 28 maj 1984 i Uppsala (dock skriven i Saint-Paul-de-Vence i Frankrike), var en amerikansk-svensk filantrop. Mellan 1928 och 1973 bar hon genom giftermål titeln grevinnan Bernadotte af Wisborg. I sitt andra gifte hette hon Estelle Ekstrand.

## Familj

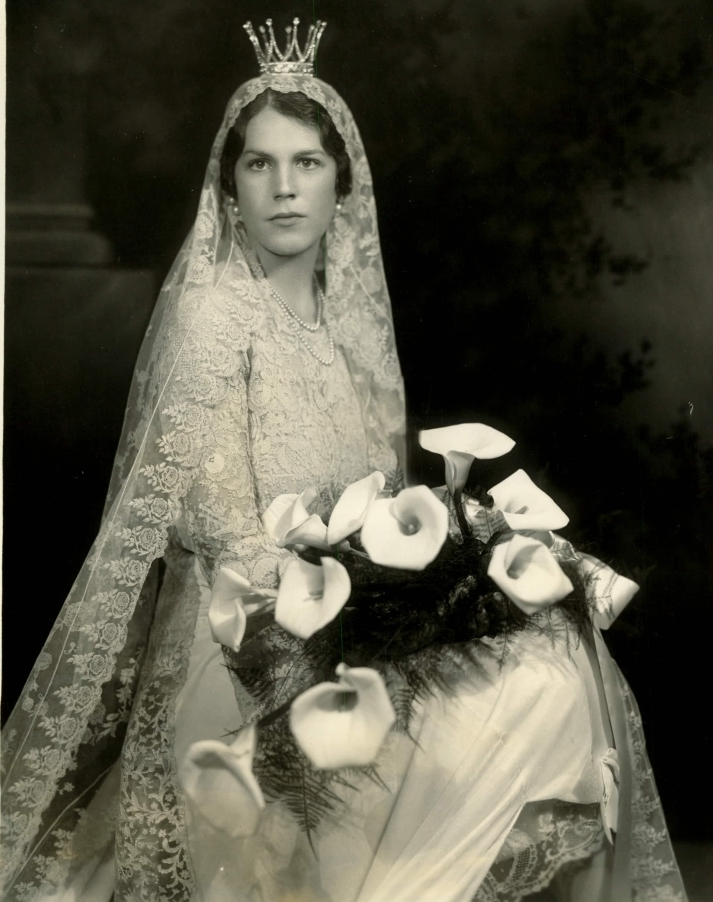
Estelle Bernadotte vid sitt första bröllop 1928.

Estelle Bernadotte var dotter till den amerikanske industrimannen Hiram Edward Manville och Henrietta Estelle, född Romaine. 
Hon gifte sig första gången 1 december 1928 i sin hemstad med den svenske diplomaten greve Folke Bernadotte, som hon lärt känna på Rivieran. Bernadotte hade blivit blixtförälskad i henne – han friade efter någon månad. På bröllopet bar hon en svensk brudkrona i platina och bergkristaller och drottning Sofias brudslöja i genombruten spets. 1 500 gäster var inbjudna till bröllopet, som kostade en och en halv miljon dollar. Det var första gången som en medlem av en europeisk kunglig familj gifte sig på amerikansk mark, och det överdådiga bröllopet väckte stor uppmärksamhet. Paret fick fyra söner, varav två dog i tidig ålder. Familjen hade sitt hem i Dragongården på Djurgården i Stockholm. Det 20-åriga äktenskapet var lyckligt, även om Bernadotte var förälskad i en annan kvinna under en period runt 1940. Tack vare Estelles familjs förmögenhet kunde Bernadotte nu leva betydligt mer ståndsmässigt än han gjort i sitt barndomshem.
Efter 25 år som änka gifte hon om sig den 3 mars 1973 i Oscarskyrkan i Stockholm med Carl-Eric Ekstrand, som redan på 1930-talet varit sekreterare hos hennes första man. Hon bodde sina sista år i Saint-Paul-de-Vence på franska Rivieran men avled i Uppsala efter en höftoperation som resulterade i sjukhussjuka och blodförgiftning. Hon efterlämnade maken och två söner från första äktenskapet, Folke och Bertil Bernadotte. Hon är gravsatt i urnlunden på Norra begravningsplatsen i Solna.

## Karriär
Efter att Folke Bernadotte mördats i Jerusalem 1948 var hon flickscoutchef i Sveriges Flickors Scoutförbund, SFS, 1949–1957. Hon var även aktiv inom Röda korset och stödde FN:s barnfond Unicef samt naturskydd på internationell nivå. Hon stöttade ett ålderdomshem för kvinnor i Stockholm samt var ordförande i Folke Bernadotte-stiftelsen för barn med cerebral pares.

## Utmärkelser
- Kommendör av Vasaorden, 1957.[8][9]